# Kløverbladsanlæg
Et kløverbladsanlæg er et forbindelsesanlæg mellem to veje, der krydser hinanden, og hvor der er adgang mellem vejene fra alle retninger til alle retninger uden vigepligt. Anlægget kræver i alt 8 forbindelsesveje, da hver vej er ensrettet. Da kløverbladsanlæg ikke kræver vigepligt er det specielt velegnede til motorvejskryds.
Selve betegnelsen "kløverblad" skyldes at fire af forbindelsesvejene danner buer, der set fra oven minder om en firkløver ud fra selve krydsningen. Uden for disse buer findes de resterende fire forbindelser, som vel kan siges at indramme firkløveren.
Bygningsingeniør Arthur Hale fra Maryland udtog det første patent på udformningen af et kløverbladsanlæg d. 29. februar 1916.

## Danske kløverbladsanlæg
I Danmark findes der kun to rigtige kløverbladsanlæg. Det første var Motorvejskryds Århus Vest, der forbinder Østjyske Motorvej og Herningmotorvejen vest for Århus. Senere blev Motorvejskryds Odense bygget. Det forbinder Fynske Motorvej og Svendborgmotorvejen sydøst for Odense.
Motorvejskryds Herning er et kløverbladsanlæg med kun to kløverblade. Det åbnede i 2006 og forbinder Midtjyske Motorvej og Herningmotorvejen, men de manglende kløverblade gør, at der ikke er forbindelse fra nord ad Midtjyske Motorvej mod vest ad Herningmotorvejen og omvendt.
Alle danske motorvejskryds er navngivet, så politi og redningsfolk bedre kan finde frem til et ulykkessted.